# Вулиця Лариси Руденко (Київ)
Ву́лиця Лари́си Руде́нко — вулиця в Дарницькому районі міста Києва, житловий масив Осокорки. Пролягає від проспекту Миколи Бажана до вулиці Соломії Крушельницької.
Прилучається вулиці Вишняківська та Олександра Мишуги.

## Історія
Вулиця запроєктована під назвою Нова, 3. Сучасна назва на честь Лариси Руденко — з 1993 року.